# Euphorbia monteiroi
Euphorbia monteiroi är en törelväxtart som beskrevs av William Jackson Hooker. Euphorbia monteiroi ingår i släktet törlar, och familjen törelväxter.

## Underarter
Arten delas in i följande underarter:
- E. m. brandbergensis
- E. m. monteiroi
- E. m. ramosa